# 波佐見町

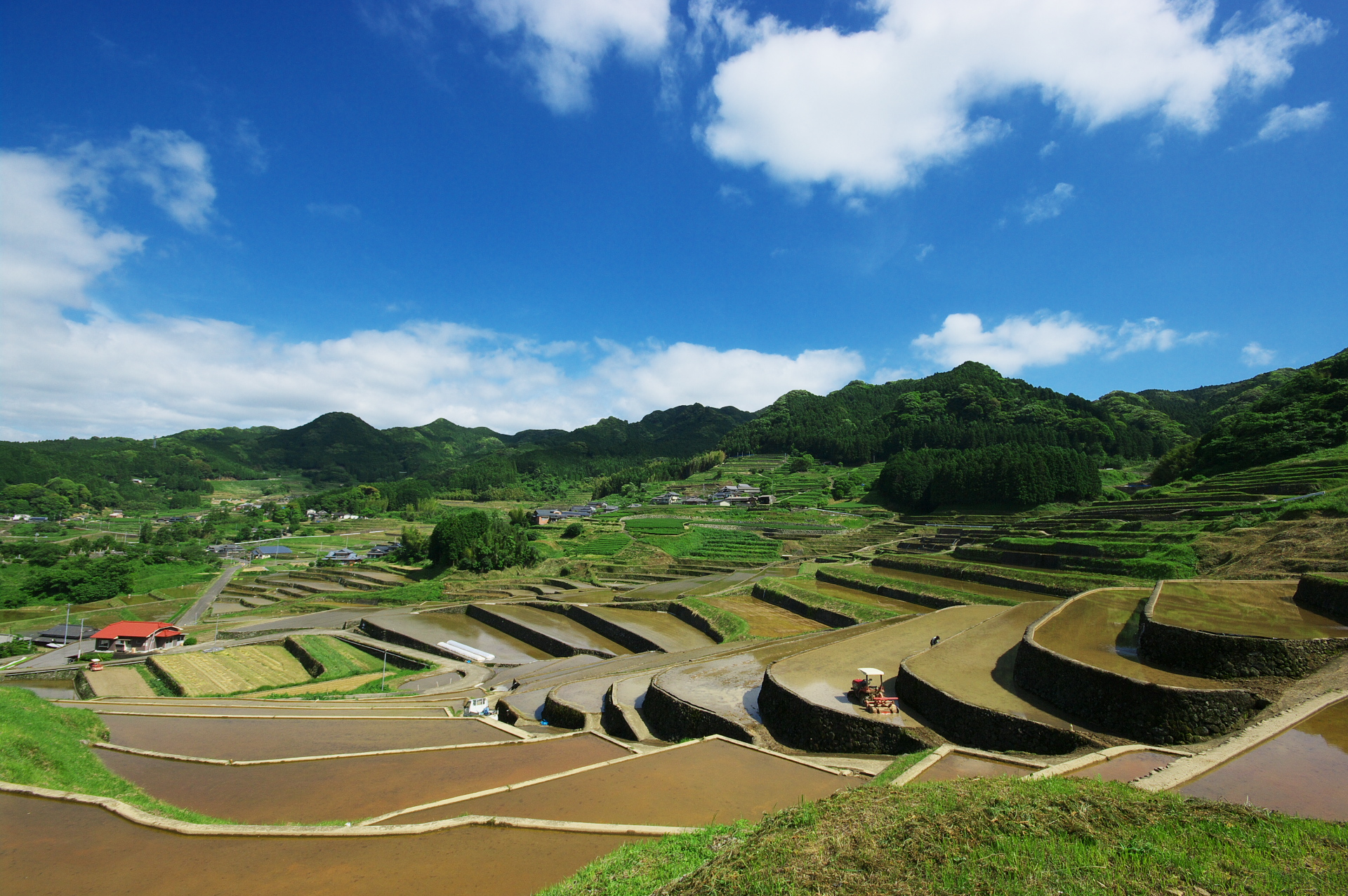
鬼木棚田

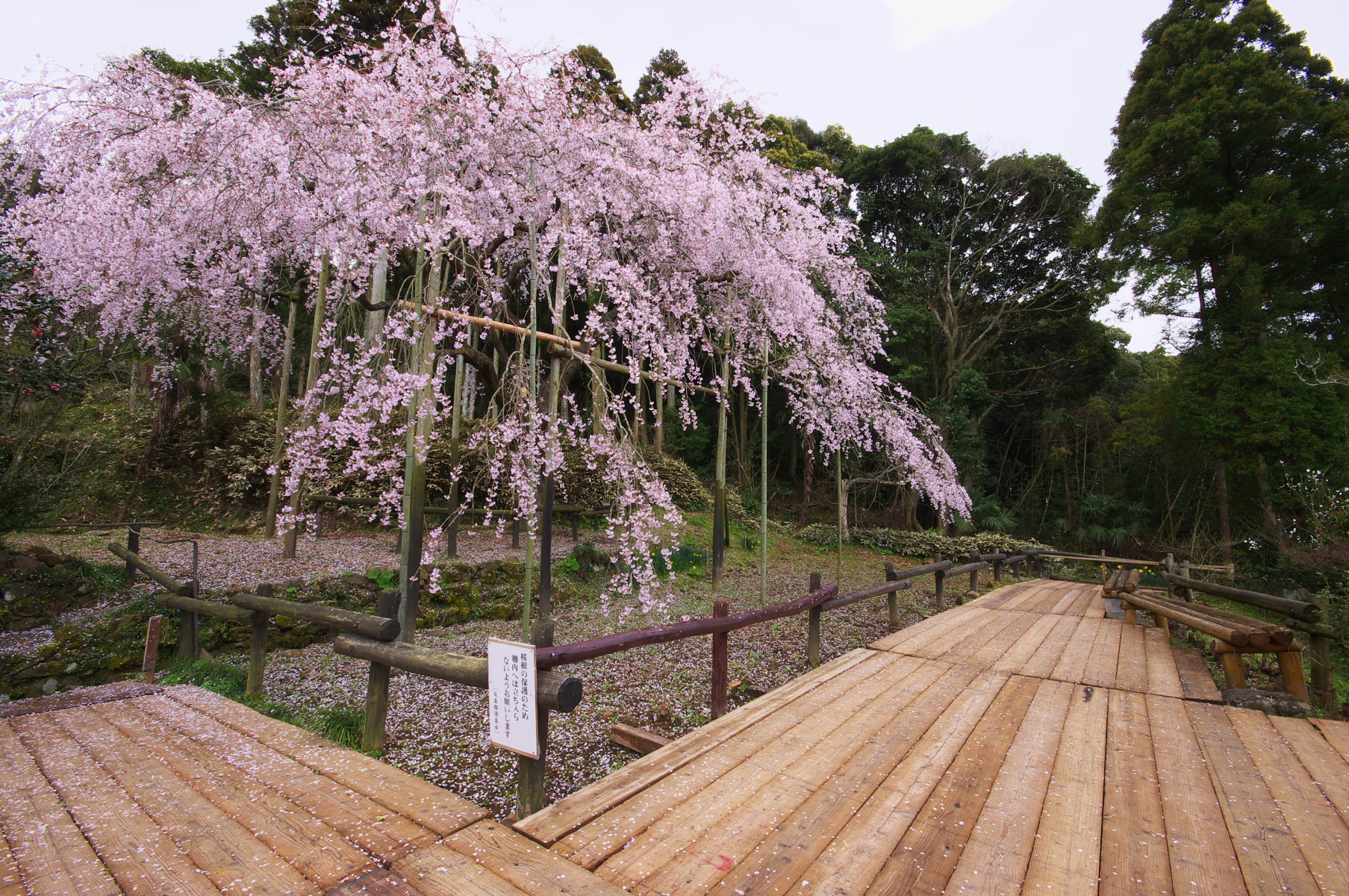
田ノ頭郷のしだれ桜

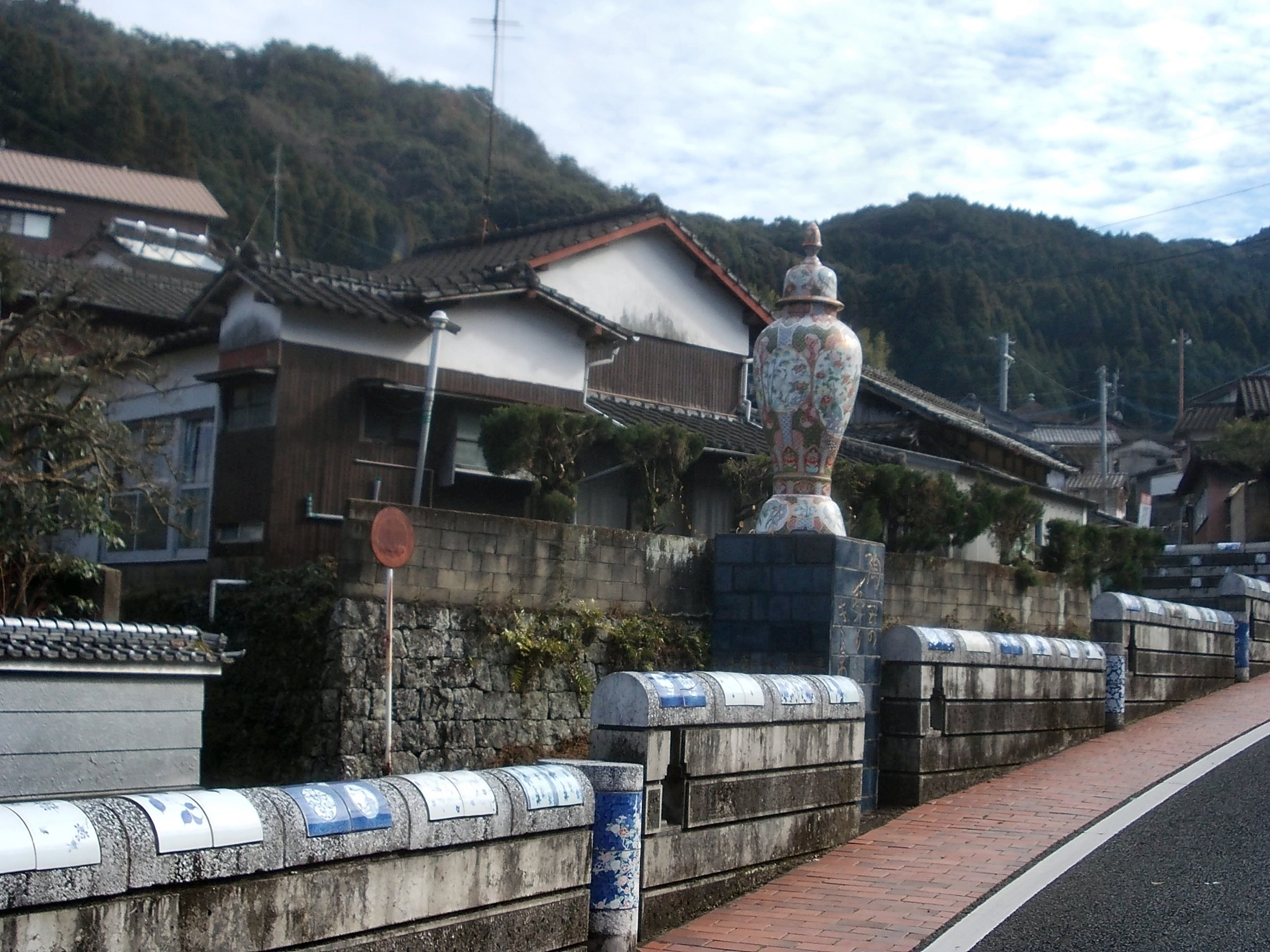
中尾郷の街並み

波佐見町（はさみちょう）は、長崎県のほぼ中央、東彼杵郡北部の内陸部に位置する町。長崎県内で海に面していない唯一の自治体である。江戸時代前期からの陶磁器生産地で、波佐見焼が知られる。

## 地理
長崎県本土の中央部にあり、佐世保市中心部からは東に約20km、長崎市から北へ約65kmの距離に位置する。東西10.5km、南北7.0km、周囲33.0kmを町域とし、総面積は56.0km2である。西は佐世保市、南は川棚町に隣接する一方、東は佐賀県武雄市と嬉野市、北は佐賀県有田町と県境で接している。
2005年4月1日以降、長崎県内で唯一、海に面していない自治体である。その為、長崎県のお盆の行事である精霊流しの風習がない。
- 山：幕の頭（原明岳）、一の宮、田別当、陣の辻（神六山）、二ツ岳、鴻ノ巣山、大平岳
- 河川：川棚川、波佐見川、村木川、野々川川、皿山川
- 溜池：根比池、猪狩池、大堤

### 隣接市町村
長崎県
- 佐世保市
- 東彼杵郡川棚町

佐賀県
- 嬉野市
- 武雄市
- 西松浦郡有田町

## 地域

### 人口
| |                                          |  |
| 波佐見町と全国の年齢別人口分布（2005年） | 波佐見町の年齢・男女別人口分布（2005年） |  |
| ■紫色 ― 波佐見町 ■緑色 ― 日本全国 | ■青色 ― 男性 ■赤色 ― 女性                |  |
| 波佐見町（に相当する地域）の人口の推移 \| 1970年（昭和45年） \| 14,673人 \| \| \| 1975年（昭和50年） \| 14,729人 \| \| \| 1980年（昭和55年） \| 15,498人 \| \| \| 1985年（昭和60年） \| 15,677人 \| \| \| 1990年（平成2年） \| 15,728人 \| \| \| 1995年（平成7年） \| 15,565人 \| \| \| 2000年（平成12年） \| 15,462人 \| \| \| 2005年（平成17年） \| 15,367人 \| \| \| 2010年（平成22年） \| 15,227人 \| \| \| 2015年（平成27年） \| 14,891人 \| \| \| 2020年（令和2年） \| 14,291人 \| \| |                                          |  |
| 総務省統計局 国勢調査より |                                          |  |
| 1970年（昭和45年） | 14,673人                                 |  |
| 1975年（昭和50年） | 14,729人                                 |  |
| 1980年（昭和55年） | 15,498人                                 |  |
| 1985年（昭和60年） | 15,677人                                 |  |
| 1990年（平成2年） | 15,728人                                 |  |
| 1995年（平成7年） | 15,565人                                 |  |
| 2000年（平成12年） | 15,462人                                 |  |
| 2005年（平成17年） | 15,367人                                 |  |
| 2010年（平成22年） | 15,227人                                 |  |
| 2015年（平成27年） | 14,891人                                 |  |
| 2020年（令和2年） | 14,291人                                 |  |

### 地名
郷を行政区域とする。大字は設置していない。正式な住所表記として用いられる20郷のほかに、自治会単位として用いられる22郷がある。一部を除き両者は一致するが、住所表記上の長野郷・中山郷で相違がある。
旧上波佐見町
- 井石郷（いせきごう）
- 鬼木郷（おにぎごう）
- 折敷瀬郷（おりしきせごう）
- 金屋郷（かなやごう）
- 小樽郷（こだるごう）
- 宿郷（しゅくごう）
- 中尾郷（なかおごう）
- 永尾郷（ながおごう）
- 野々川郷（ののかわごう）
- 三股郷（みつのまたごう）
- 村木郷（むらぎごう）
- 湯無田郷（ゆむたごう）

旧下波佐見村
- 川内郷（かわちごう）
- 皿山郷（さらやまごう）
- 志折郷（しおりごう）
- 岳辺田郷（たけべたごう）
- 田ノ頭郷（たのかしらごう）
- 長野郷（ながのごう）

行政区名称は以下の3つに分かれる。
- 甲長野郷（こうながのごう）
- 乙長野郷（おつながのごう）
- 協和郷（きょうわごう）

- 中山郷（なかやまごう）

行政区名称は平野郷（ひらのごう）。
- 稗木場郷（ひえこばごう）

## 歴史

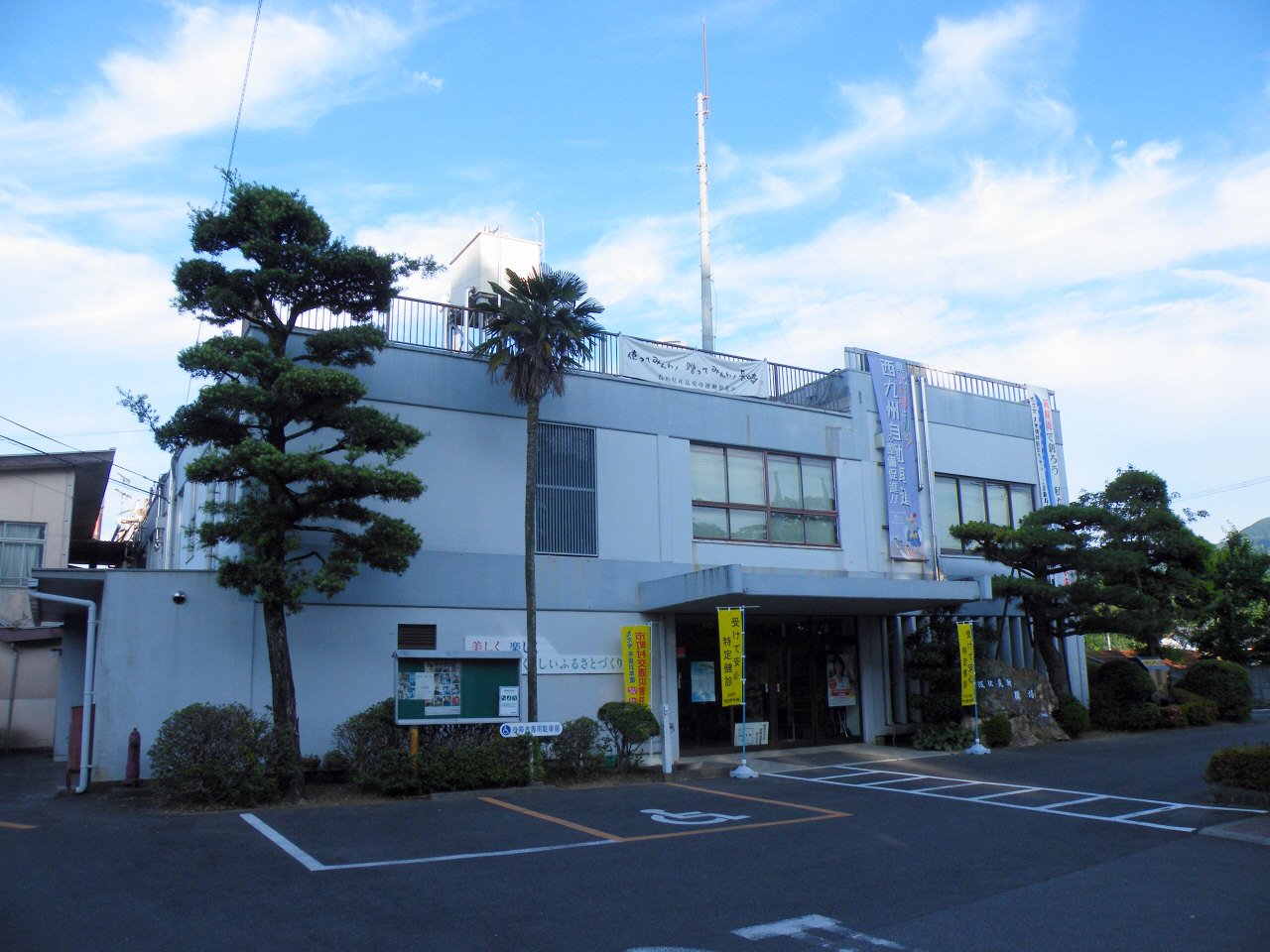
旧波佐見町役場

### 近現代

#### 昭和
- 1961年（昭和36年）7月7日 - 波佐見町役場（旧庁舎）落成式[4]
- 1988年（昭和63年）4月2日 - ブラジル連邦共和国サンパウロ州マウア[5]市と姉妹校締結。

#### 平成
- 1999年（平成11年）7月15日 - 大阪府枚方市と市民交流都市提携。
- 2001年（平成13年）4月 - 佐世保市より波佐見町に合併協議の呼びかけが行われた[6]。
- 2002年（平成14年）
  - 3月 - 東彼杵郡任意合併協議会が設置される。
  - 8月～9月 - 大村市と東彼杵町との合併案を大村市が可決し、東彼杵町が否決。東彼杵郡3町での合併案が、該当3町（東彼杵町と川棚町、波佐見町）で可決。
- 2004年（平成16年）
  - 3月 - 川棚町が合併協議会の離脱を表明。合併協議会は休止状態になる。
  - 7月 - 川棚町が合併協議会に復帰。合併協議会を再開。
- 2005年（平成17年）3月 - 3町での合併を断念。協議会を解散。
- 2008年（平成20年）4月 - 佐世保市より合併の提案・打診があったが、拒否。
  - 長崎県よりパスポート業務が波佐見町に移管され、波佐見町民は波佐見町役場（本庁）でのパスポートの申請・受け取りができるようになった。[7]
- 2009年（平成21年）
  - 3月 - 東彼杵郡合併協議会が住民発議により再び設置。1972年（昭和47年）より加盟していた佐世保地域広域市町村圏組合が解散。
  - 6月 - 川棚町と波佐見町が協議会解散を提案、合併が白紙に。
  - 8月 - 協議会解散が川棚町、波佐見町で可決。東彼杵町で否決。このように3町で合意にいたらず、協議会は休止状態となったが、実質的な解散となった。
- 2010年（平成22年）10月20日 - 大韓民国全羅南道康津郡と友好・交流都市を締結。
- 2019年（平成31年）1月 - 西九州させぼ広域都市圏に参加。[8]
- 2024年（令和6年）1月4日 - 町役場新庁舎の開庁式を挙行[9]。
  - 新庁舎完成により、波佐見町総合文化会館（ウェイブホール）内にあった波佐見町教育委員会事務局は新庁舎1階に移転。

### 行政区域の変遷
- 1871年（明治4年）
  - 旧暦7月14日（8月29日） - 廃藩置県により、大村県の管轄となる。
  - 旧暦11月14日（12月25日） - 第1次府県統合により、長崎県の管轄となる。
- 1878年（明治11年）10月28日 - 郡区町村編制法の長崎県での施行により、現在の町域を含む彼杵郡1町20村の区域に行政区画としての東彼杵郡が発足。
- 1889年（明治22年）
  - 4月1日 - 町村制施行により、現在の町域にあたる上波佐見村・下波佐見村がそれぞれ単独村制にて発足。
  - 月日不詳 - 川棚村（現・川棚町）五反田郷のうち字梅高野を下波佐見村岳辺田郷に編入。
- 1934年（昭和9年）11月3日 - 上波佐見村が町制施行、上波佐見町となる。
- 1956年（昭和31年）6月1日 - 上波佐見町・下波佐見村が対等合併し、波佐見町が発足。
- 1960年（昭和35年）- 中山郷の一部を川棚町へ編入。
- 1962年（昭和37年）- 中山郷のうち平野地区の一部を川棚町へ編入。

## 行政

### 町政

#### 町長
- 現職 - 前川芳徳（2022年9月～、1期目）

#### 町議会
- 波佐見町議会 定数12

#### 組織
- 町長
  - 副町長
    - 総務課 - 総務班（パスポート窓口）、生活安全係、電算情報係
    - 企画財政課 - 企画係、財政管財班
    - 税務課 - 住民税係、固定資産税係
    - 住民福祉課 - 戸籍係、社会福祉係、子育て支援係、環境衛生係
    - 健康推進課 - 国保年金係、健康増進係、介護保険係（地域包括支援センター）
    - 農林課 - 農政係、農林土木係
    - 商工振興課 - 企業誘致係、商工観光係
    - 建設課 - 管理係、建設係
    - 水道課 - 管理班、上水道係、下水道係
    - 会計課 - 会計係
- 議会（議長）議会事務局 - 議会係
- 教育委員会（教育長）- 事務局 - 教育総務係、社会教育係、文化財保護係
- 農業委員会 - 総務係
- 選挙管理委員会事務局 - 選挙係
- 監査事務局 - 監査係

#### 庁舎
- 波佐見町役場（本庁）
  - 所在地 - 宿郷660 北緯33度8分16.4秒 東経129度53分43.9秒
    - 3階 - 議場、議会事務局など[11]
    - 2階 - 町長室、副町長室、総務課、企画財政課、商工振興課、農林課、建設課、水道課[11]
    - 1階 - 住民福祉課、長寿支援課、子ども健康保険課、会計課、税務課、教育委員会事務局[11]
- 波佐見町総合文化会館（ウェイブホール）
  - 所在地 - 折敷瀬郷2064 北緯33度8分24.1秒 東経129度53分54.9秒
  - 2024年（令和6年）の新庁舎開庁まで、教育委員会事務局が置かれていた。

#### 消防
- 佐世保市消防局東消防署（佐世保市広田1-16-19）
  - 波佐見出張所（波佐見町宿郷338-3）

#### ごみ処理
- 東彼地区保健福祉組合（東彼杵町・川棚町・波佐見町）
  - 事務局（東彼杵町蔵本郷95-1）
  - 東彼地区清掃工場（ごみ処理場、川棚町白石郷282）
  - 東彼地区環境センター（し尿処理場、東彼杵町蔵本郷95-1）

### 姉妹都市・提携都市
国内
- 枚方市（大阪府）
  - 1999年（平成11年）7月15日市民交流都市提携

国外
- マウア[5]市（ブラジル連邦共和国 サンパウロ州）
  - 1988年（昭和63年）4月2日 姉妹都市提携
- 康津郡（かんじんぐん）（大韓民国 全羅南道）
  - 2010年（平成18年）10月20日 友好交流提携

### 県政

#### 県議会
- 長崎県議会 東彼杵郡（東彼杵町・川棚町・波佐見町と合わせて）選挙区 定数1

#### 県の出先機関
部によって所管が異なる。
- 県北振興局（佐世保市）
  - 管理部、税務部、商工水産部
  - 建設部 - 県北ダム管理事務所 - 野々川治水ダム管理事務所（湯無田郷643-3）
- 県央振興局（諫早市）
  - 農林部
  - 保健部（県央保健所）
- 長崎県窯業技術センター（稗木場郷605-2）

#### 警察
- 長崎県警察 川棚警察署（川棚町）
  - 波佐見交番（折敷瀬郷2197-4）
  - 長野警察官駐在所（ながの、長野郷167-7）

#### 医療
- 公立の医療施設はない。
- 波佐見病院他

### 国政

#### 衆議院
- 任期 ： 2017年（平成29年）10月22日 - 2021年（令和3年）10月21日（「第48回衆議院議員総選挙」参照）

| 選挙区 | 議員名   | 党派名     | 当選回数 | 備考   |
| --- | -------- | ---------- | -------- | ------ |
| 長崎県第3区（波佐見町、佐世保市（早岐・三川内・宮の各支所管内）、大村市、壱岐市、五島市、対馬市、東彼杵郡、小値賀町、新上五島町） | 谷川弥一 | 自由民主党 | 6        | 選挙区 |

#### 国の出先機関
- 町内にはない。

## 産業

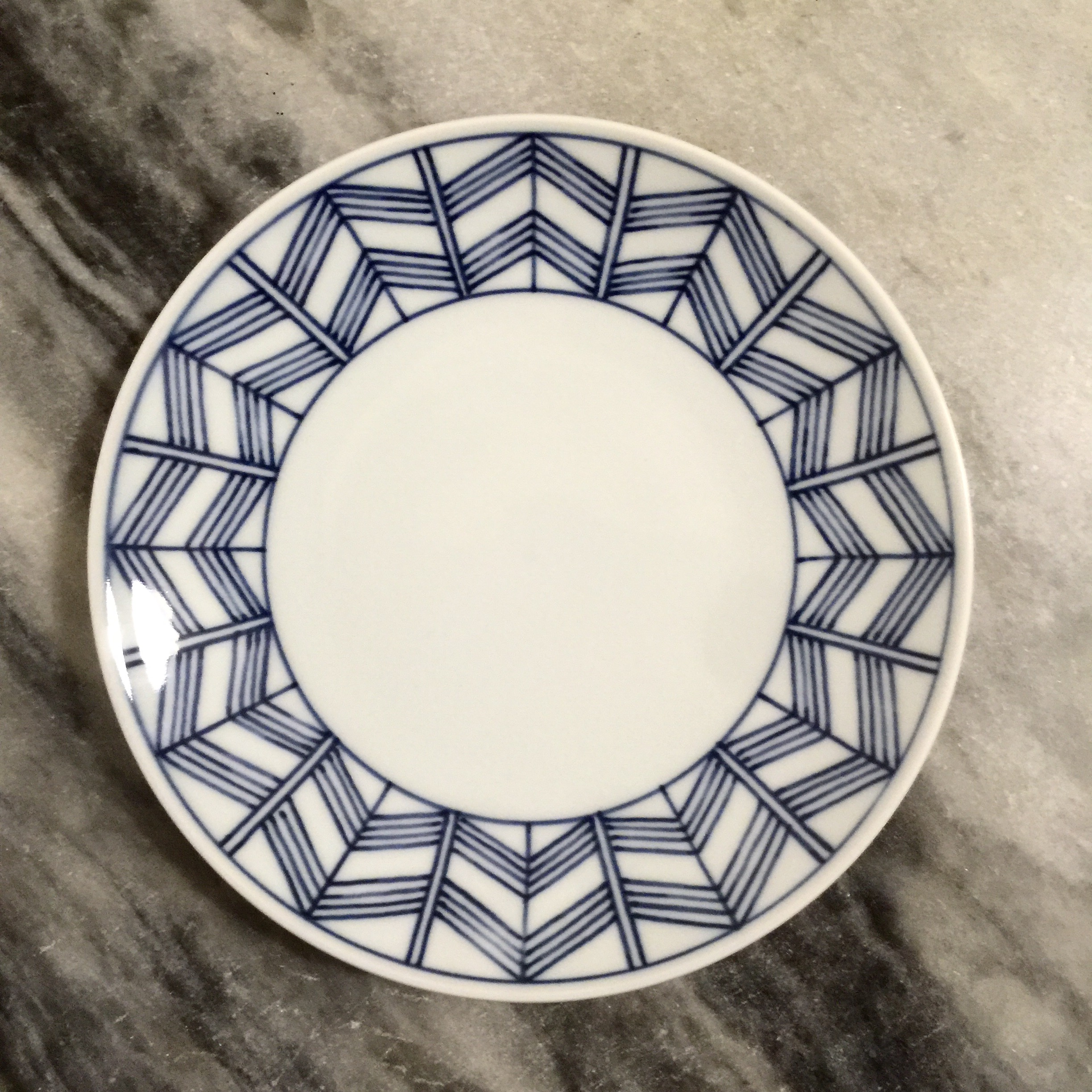
波佐見焼

波佐見焼の産地として知られる。隣接する有田町も磁器（有田焼）の産地として有名であるが、この波佐見焼は有田焼とは別のものである。有田、波佐見などの肥前磁器は、近世には伊万里港から積み出されたため、「伊万里焼」と呼ばれていた。2021年現在、全国の一般家庭で使われている日用食器の約13%は波佐見町で生産されている。町内には陶磁器に関する約400の事業所があり、町内の約2,000人が窯業関係の仕事にたずさわっている。
また、農業の近代化にも力をいれ、県営圃場整備、農村総合整備モデル事業などの土地改良事業を実施。水田面積650haのうち約83%の区画整理が完了。大型農機による作業とライスセンターを結んだ米麦一貫作業体制が確立されている。これによって生じる農家の余剰労働力は、地場産業である陶磁器関連産業への就労と結びつき、農工一体となって発展を続けている。

### 主な企業
- 長崎キヤノン（キヤノン100％子会社）

波佐見工業団地内にデジタルカメラ製造工場を立地。2010年3月操業開始。

## 金融
銀行
- 十八親和銀行波佐見支店（波佐見中央支店が店舗内営業）

郵便局（ゆうちょ銀行）
- 集配局（1局） - 波佐見郵便局（郵便番号が859-37で始まる地域の集配業務）
- 無集配局（2局）- 東波佐見郵便局、下波佐見郵便局
- 簡易郵便局（1局）- 中尾簡易郵便局

農業協同組合（JAバンク）
- 長崎県央農業協同組合（JAながさき県央）- 波佐見支店[12]
  - 他にも育苗センターや、ライスセンター、農機具整備工場、給油所、自動車センター等を運営している。

## 教育

### 学校
高等学校
- 長崎県立波佐見高等学校

中学校
- 波佐見町立波佐見中学校

小学校
- 波佐見町立中央小学校
- 波佐見町立南小学校
- 波佐見町立東小学校

### 認定こども園
私立（運営者は社会福祉法人）
- 光輪はさみこども園
- アナンダこども園

### 保育所
私立（運営者は社会福祉法人）
- 鴻ノ巣保育園（こうのす、長野郷）
- 蓮池保育園（はすいけ、宿郷）
- 白毫保育園 （びゃくごう、折敷瀬郷）
- とどろき保育園（とどろき、金屋郷）※アナンダ幼稚園 と合併し アナンダこども園 乳児部 に名称変更

## 交通

### 航空
最寄り空港は長崎空港または佐賀空港であるが、いずれも波佐見町から直通する公共交通機関はない。なお福岡空港に関しては、町内の波佐見有田バスストップに停車する高速バス「させぼ号」の福岡空港経由便を利用することで行くことが可能。

### 鉄道
町内を経由する鉄道路線はない。町役場からの最寄り駅は九州旅客鉄道（JR九州）佐世保線・松浦鉄道西九州線の有田駅で、他に佐世保線三河内駅、大村線川棚駅が町内各地からの最寄り駅となる。町役場から三河内駅・川棚駅へそれぞれ路線バス（西肥バス）が通っている。

### 道路

#### 自動車専用道路
- 西九州自動車道（国道497号）
  - 波佐見有田インターチェンジ

#### 県道
- 主要地方道
  - 長崎県道1号佐世保嬉野線
  - 長崎県道4号川棚有田線

### 一般路線バス

#### 西肥バス
西肥自動車（西肥バス）は佐世保市と佐賀県嬉野市を波佐見町経由で結ぶ路線を運行しているほか、町内にある波佐見高校への通学路線もある。
- 嬉野医療C - 嬉野BC - 内海 - 波佐見役場前 - 早岐 - 佐世保BC・重尾
- 佐世保駅前 - 早岐 - 波佐見高校

#### かわたな・はさみタウンバス
波佐見町と川棚町中心部を結ぶ路線で、2025年4月1日より従来の西肥バスの代替として運行開始した。概ね西肥バスの路線を踏襲するが新たに「波佐見役場」バス停が設置された。運行は自家用有償旅客運送（白ナンバー）方式。
- 内海 - 波佐見役場前 - 川棚バスセンター

※波佐見役場前 - 川棚間のみ運行する便があるほか、朝夕には川棚町内の医療施設・高等学校の利用者の便を図り川棚バスセンター以西に運行する便がある

#### 高速バス
波佐見有田インターチェンジに併設のバス停留所に以下の2路線が停車する。
- させぼ号：福岡市・福岡空港国際線 - 波佐見有田
- 長崎 - 佐世保線：長崎市 - 波佐見有田

## 名所・旧跡・観光スポット・祭事・催事
- やきもの公園・陶芸の館
- 古陶磁美術館「緑青」
- 肥前波佐見陶磁器窯跡：国の史跡
- 波佐見温泉

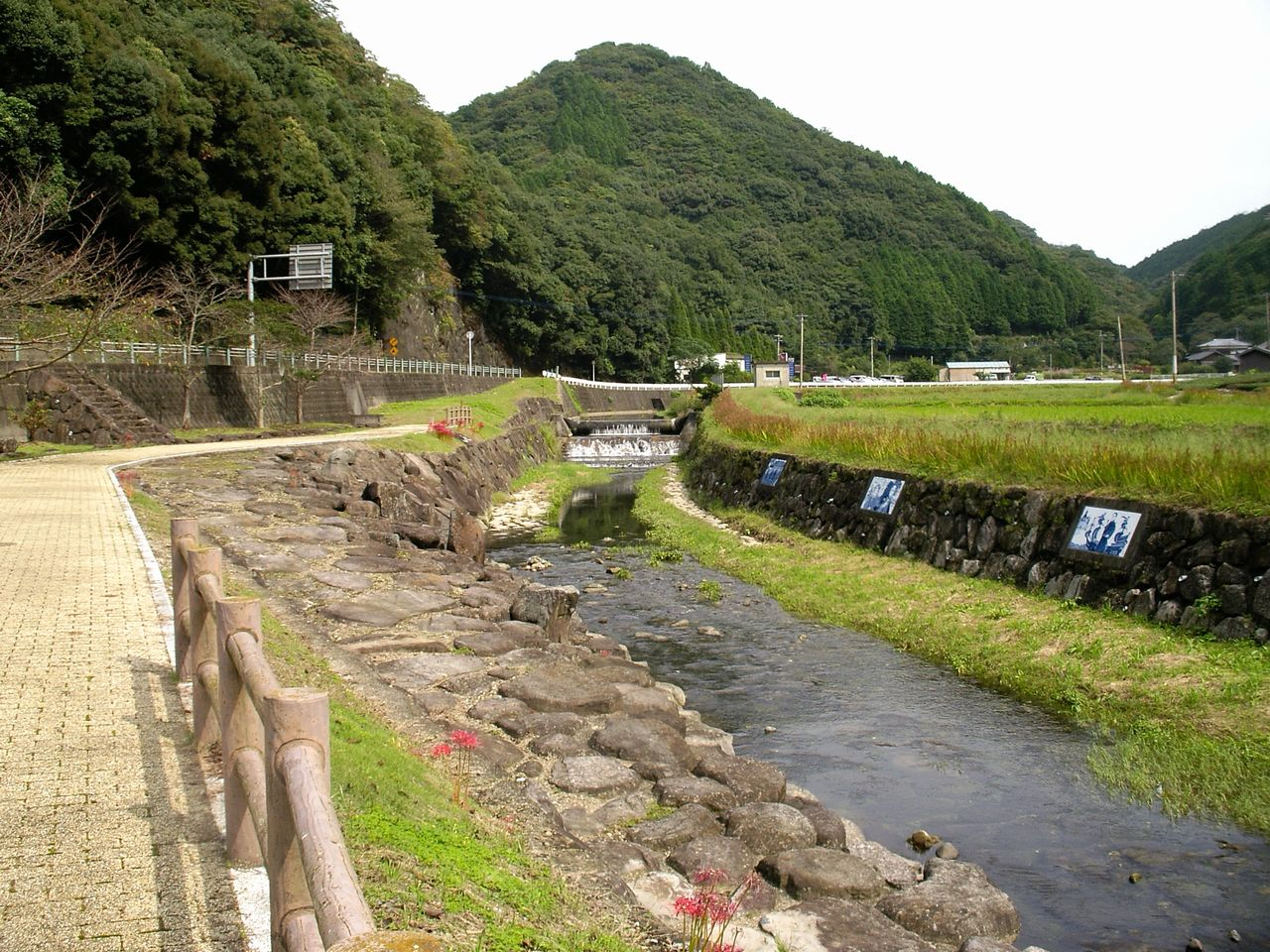
稗の尾河川公園

- 波佐見陶器まつり：4月29日 - 5月5日

## 著名な出身者
- 石橋尚登（プロ野球選手）
- 今里広記（実業家）
- 原マルティノ（天正遣欧少年使節）
- 福田清人（児童文学）
- 岩永洋昭（俳優）
- 神近市子（政治家・作家・婦人運動家）
- 福田真琳（つばきファクトリー）